# Hospital Provincial de San Sebastián (Badajoz)
El Hospital Provincial San Sebastián, también conocido como Hospital Provincial de Badajoz, se encuentra en la ciudad de Badajoz (España). Se trata de un hospital católico que funcionó desde 1694 hasta el 20 de abril de 2003, cuando sus servicios y plantilla fueron trasladados al Hospital Perpetuo Socorro. El edificio, que pertenece a la Diputación Provincial de Badajoz, se abrió el 16 de diciembre de 2021 como espacio cultural, abierto al público con la nueva denominación "El Hospital Centro Vivo".

## Historia
Tiene su origen en el hospicio fundado por mandato del capitán Don Sebastián Montero de Espinosa en 1694, sobre un terreno cedido por las hermanas del Convento de las Descalzas en 1974 en el campo de San Francisco. Dicha cesión se realizó a cambio de que el capitán Don Sebastián donara su palacio que se hallaba en el solar de lo que es hoy el Convento de las Descalzas en la Calle Menacho. En 1743 se unió al hospital una obra pía de gran importancia, destinada a atender a los enfermos pobres; y el 12 de abril de 1757, el rey Fernando VI emitió un Real Decreto por el que se creaba el Hospicio Real de la Piedad. A partir de entonces se procedió a la adquisición de los terrenos anexos y en 1774 el Obispo Minayo lo destinó a la manutención de niños huérfanos y personas desamparadas. Tiene así pues este edificio unos orígenes basados en la caridad.

## Estilo arquitectónico
La obra fue realizada por el arquitecto Nicolás de Morales Morgado, si bien a menudo se asocia a Don Diego de Villanueva. Por real provisión de Carlos IV, el 17 de julio de 1795, el hospital fue anexionado a todos los efectos al Hospicio Real, y por tanto con todas sus rentas y archivos. Sin embargo mantuvo su independencia hasta 1852.
La fachada del edificio se caracterizada en los inicios por un diseño sencillo de dos plantas únicamente y con inspiración claramente neoclásica. Sufrió posteriores transformaciones levantándose una nueva planta.
La portada se diseñó con influencias del tardobarroquismo, que presenta dos cuerpos inspirados en dicho estilo. El primer cuerpo está presidido por un escudo del rey Fernando VI de Borbón, fundador del Hospicio. Por su parte, el segundo cuerpo presenta un diseño de retablo con hornacina de medio punto, en la cual se aloja una estatua de mármol de la Virgen de los Milagros. Bajo la cornisa de la fachada podía verse el escudo de armas del Obispo Pérez de Minayo, y que se conserva actualmente en el Museo Arqueológico Provincial.